# Viitivșciîna, Iavoriv
Viitivșciîna (în ucraineană Війтівщина) este un sat în comuna Smolîn din raionul Iavoriv, regiunea Liov, Ucraina.

## Demografie
Componența lingvistică a localității Viitivșciîna
     Ucraineană (100%)
Conform recensământului din 2001, toată populația localității Viitivșciîna era vorbitoare de ucraineană (100%).